# Reichsbrücke
De Reichsbrücke is een brug in de Oostenrijkse hoofdstad Wenen tussen de Mexikoplatz in het Weense 2e district (Leopoldstadt) en Donau City en het Vienna International Centre in het 22e district (Donaustadt). De brug verbindt de beide oevers van de Donau over het Donauinsel, een klein eiland in de Donau, heen.